# Gerard van Schagen
Gerrit Lucasz van Schagen ou Schaagen (latinisé Gerardus a Schagen), né vers 1641 et mort en 1690, est un graveur et cartographe d'Amsterdam, connu pour ses reproductions de cartes, en particulier celles de Nicolas Visscher et Frederik de Wit.

## Biographie
Le parcours de Gerard van Schagen est peu connu. Le nom de famille suggère que lui ou son père Lucas sont peut-être né dans la ville de Schagen. 
Le 24 avril 1677, il épouse Gertruij Govers van Schendel ou Schijndel. A cette occasion il est décrit comme 
Il vit et travaille toute sa vie à Amsterdam, sur le Haarlemmerdijk près de l'écluse de New Haarlem.

## Carte du monde de 1689
Van Schagen's est principalement connu pour sa carte du monde de 1689 imprimée sous le nom de Nova totius terrarum orbis tabula Amstelodami. Les différents morceaux de la carte furent produits par gravure sur cuivre, puis colorés à la main. Ils sont conservés à l'Université d'Amsterdam.

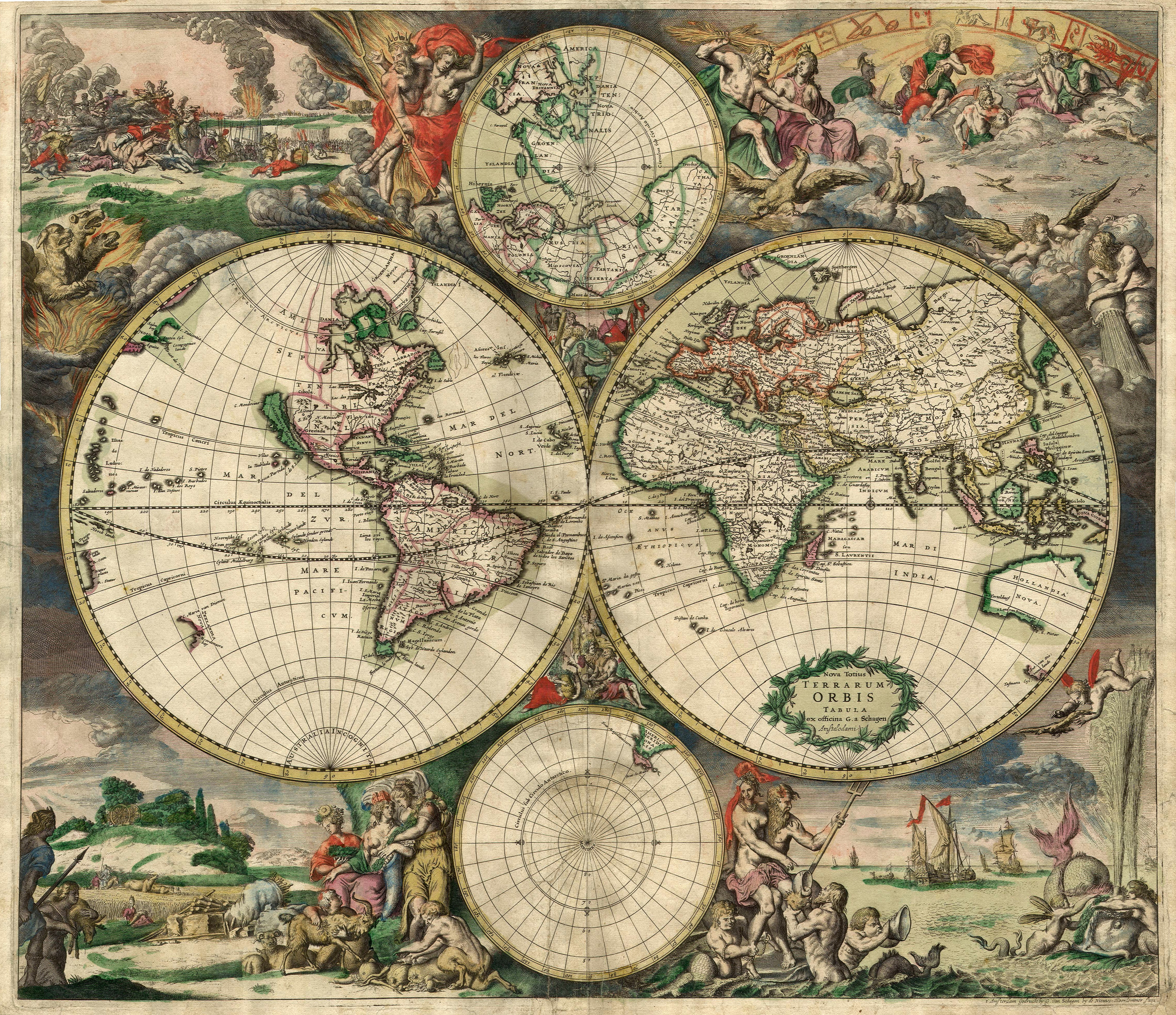
La carte du monde de Van Schagen de 1689